# Henryk Szlajfer
Henryk Szlajfer (Breslavia, 7 de noviembre de 1947) es un economista polaco y politólogo de origen judío, profesor de la Universidad de Varsovia, director del Departamento de Estrategia y Planificación de Política en los años 1993-2008, luego director del Departamento de los Estados Unidos y archivo del Ministerio de Asuntos Exteriores, nombrado por el entonces primer ministro de la República de Polonia, Jerzy Buzek, como embajador ad personam, además, exembajador-jefe de la Representación Permanente de Polonia de la OSCE, el OIEA y otras organizaciones internacionales en Viena.

## Biografía
En 1968, Szlajfer junto con Adam Michnik, en aquel tiempo estudiantes de la Universidad de Varsovia, fueron relegados de la universidad por actividades de oposición. En su defensa, el 8 de marzo de 1968, tuvo lugar una manifestación, que dio inicio a las protestas estudiantiles masivas, llamadas acontecimientos de marzo. Fue condenado a 2 años de prisión.
Desde 1992 es el redactor jefe de la revista trimestral "Sprawy Międzynarodowe" (en español, Asuntos Internacionales) y su versión en inglés "The Polish Quarterly of International Affairs". Miembro de la redacción de la revista semestral "Studia Polityczne" (ISP PAN). En los años 90, en el consejo editorial de la “Journal of Latin American Studies” (Cambridge University Press).

## Algunas publicaciones
- The Faltering Economy. The Problem of Accumulation under Monopoly Capitalism (współredaktor John B. Foster), Monthly Review Press, New York 1984
- From the Polish Underground. Selections from "Krytyka", 1978-1993 (współredaktor Michael Bernhard), The Pennsylvania State University Press 1995
- Europa Środkowo-Wschodnia i Ameryka Południowa 1918-1939 : szkice o nacjonalizmie ekonomicznym (Redakcja, PWN, Warszawa 1992
- Dezintegracja przestrzeni eurazjatyckiej a bezpieczeństwo Europy Środkowej i Wschodniej, PISM, Warszawa 1993
- Polacy – Żydzi: zderzenie stereotypów: esej dla przyjaciół i innych, Wydawnictwo Naukowe SCHOLAR, Warszawa 2003
- Droga na skróty: nacjonalizm gospodarczy w Ameryce Łacińskiej i Europie Środkowo-Wschodniej w epoce pierwszej globalizacji : kategorie, analiza, kontekst porównawczy, ISP PAN, Warszawa 2005
- Modernizacja zależności : kapitalizm i rozwój w Ameryce Łacińskiej, Osollineum, Wrocław 1984
- Nineteenth century Latin America : two models of capitalism : the case of Haiti and Paraguay